# Theo van Doesburg

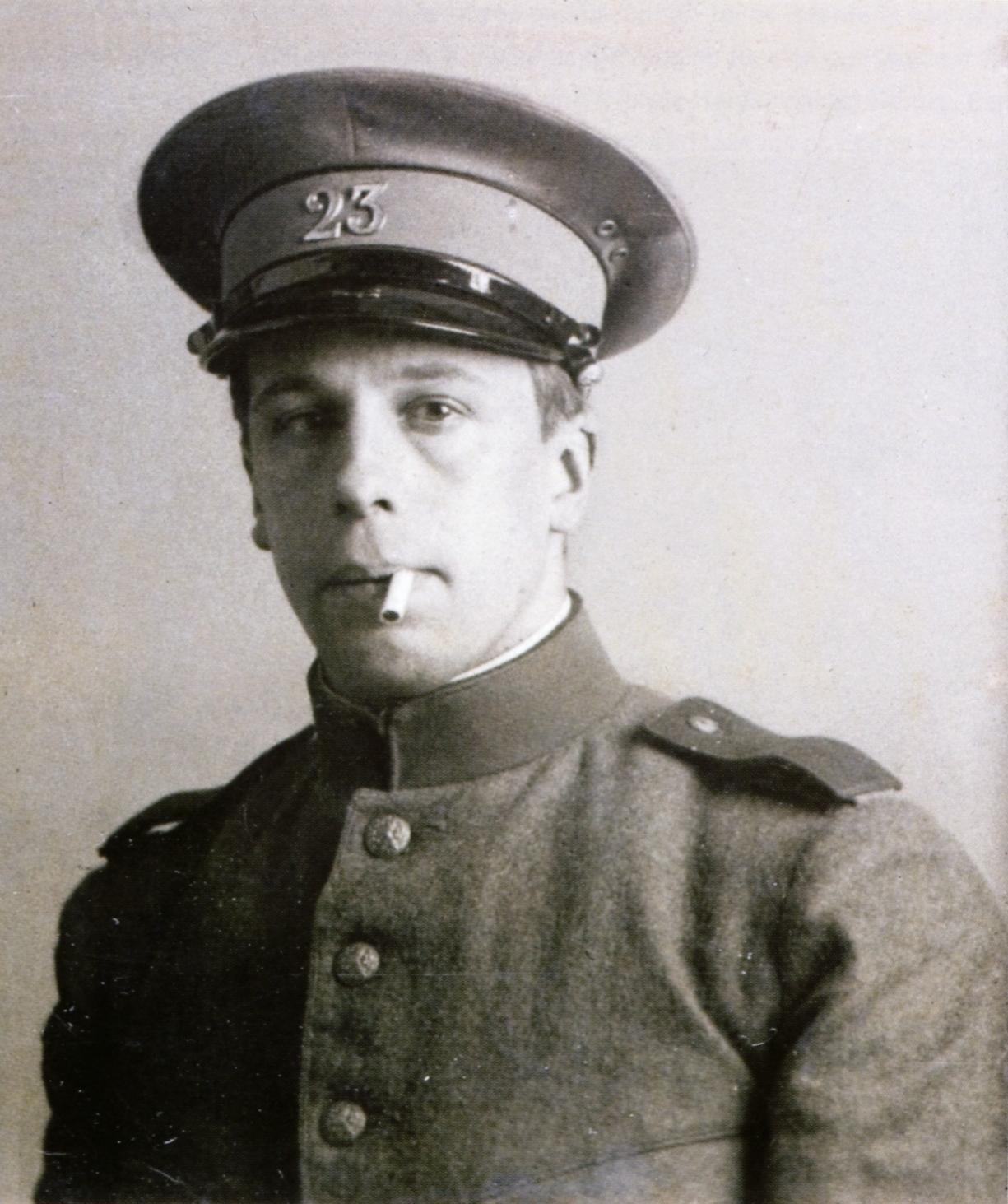
Van Doesburg katonai egyenruhában, 1915 körül

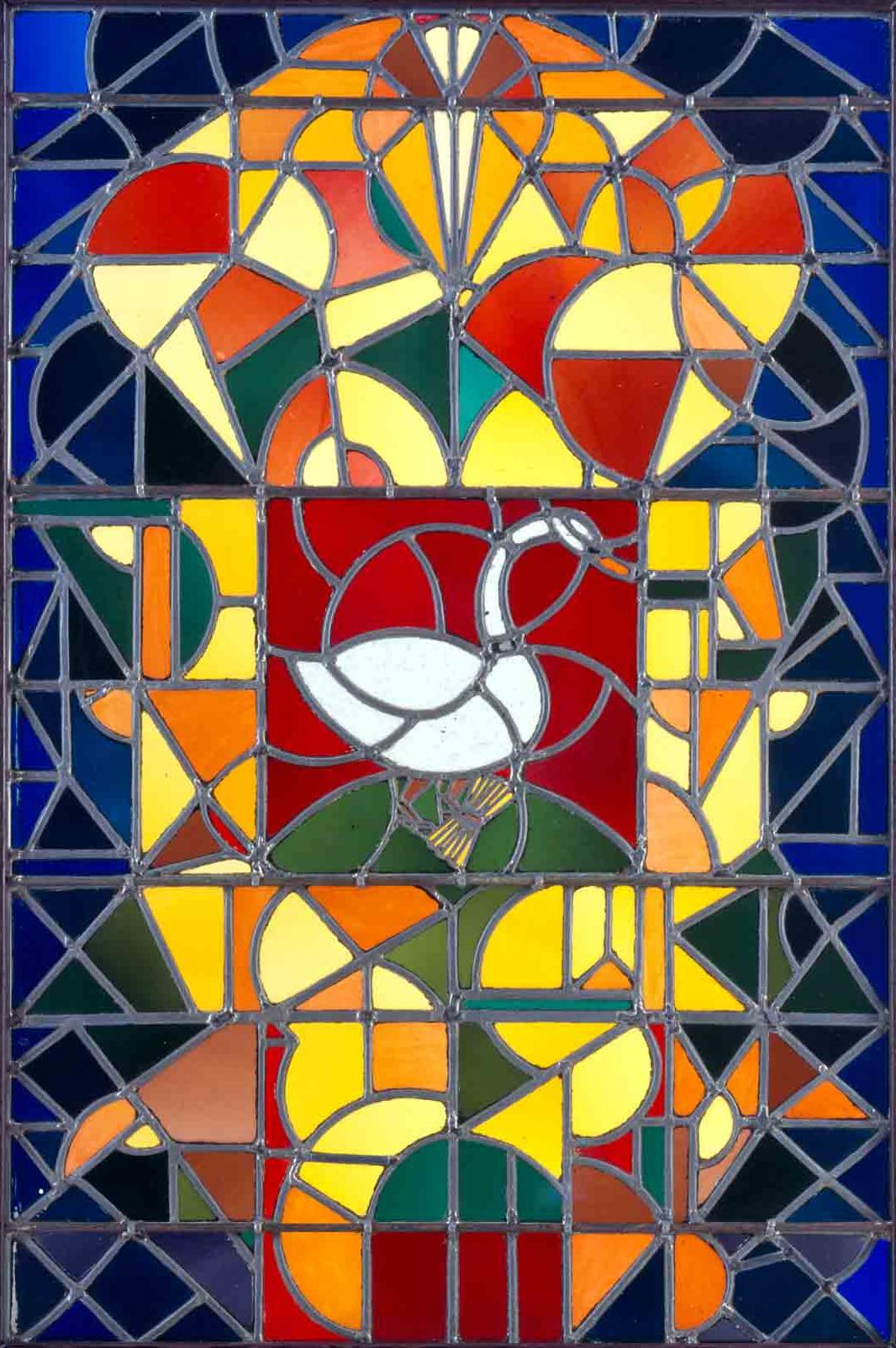
Színes üvegkompozíció (1916-17)

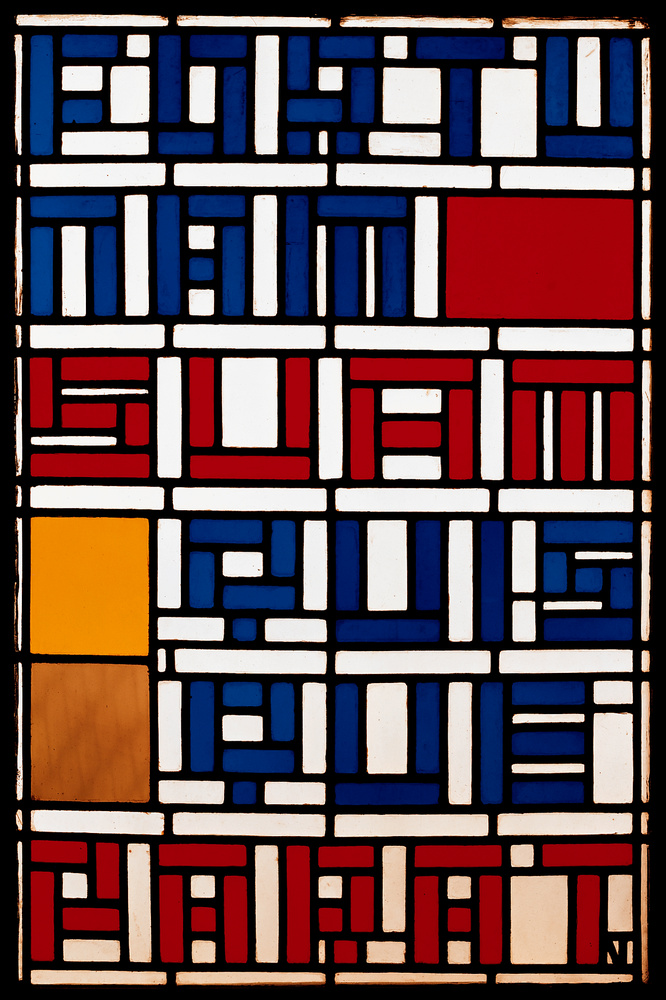
Színes vitro, rekonstruált, eredeti 1926-28 közt

Theo van Doesburg (eredeti neve: Christian Emil Marie Küpper) (Utrecht, 1883. augusztus 30. – Davos, Svájc, 1931. március 7.) holland festő, építész, író és költő. Az avantgárd művészeti élet lelkes agitátora, publicistája és szervezője. Megalapította a De Stijl c. folyóiratot, mely nagy hatással volt a művészetek fejlődésére Nyugat-Európában, de különösen Németországban.

## Életpályája
Munkásságát írással kezdte, írónak készült. Meséket, színdarabokat, verseket és újságcikkeket írt. 1913-ban kiadta verseinek gyűjteményes kötetét, majd a festészet és architektúra területén végzett kutatásokat abból a célból, hogy a két képzőművészeti ág harmóniáját megteremtse. A képzőművészet szinte valamennyi ágában kipróbálta magát, például 1910-ben karakteres arcképeket festett, számos önarcképe is maradt ránk. Az első világháború idején katonai szolgálatot teljesített, sokat rajzolt a fronton. 1917-ben Piet Mondriannal és más művész barátaival (Bart van der Leck, Georges Vantongerloo, Jacobus Johannes Pieter Oud, Huszár Vilmos) együtt megalapította a De Stijl c. művészeti folyóiratot, melyben építészeti kutatásainak köszönhetően jeles szakcikkeket publikált.
Van Doesburg bemutatta a folyóirat hasábjain az építészet elemi kompozíciós eszközeit, a vonalat, a felületet, a térfoglaló idomokat (volumeneket), az anyagot, s az anyagi volumenek közt kimaradó teret, a tér mellé az időt és zenei ritmust is bekapcsolta, végeredményben a dinamikus egyensúly megteremtésének lehetőségeit taglalta. Jeles képzőművészek publikáltak lapjában, köztük 1918-ban Ozenfant és Jeanneret, akik közül Jeanneret később Le Corbusier néven lett ismert az építészet történetében, 1918-ban a kubizmusról fejtették nézeteiket a lap hasábjain. Sok más híres építész is tartozott a De Stijl körébe, pl. Gerrit Rietveld, Pieter Oud.
Van Doesburg nagy teret engedett a festő Mondrián neoplaszticista festészeti elveinek kifejtésére is. Szinte együtt fejlődött kettejük geometrikus absztrakciója a festészet terén.
Az 1920-as években van Doesburg hosszas előtanulmányok után alkotói fénykorába lépett, a képzőművészetek és az iparművészetek szinte valamennyi területére rálátott, s működött is azok területén. 1920-ban megnősült, felesége Nelly van Doesburg néven vált ismertté, zongorázott, táncolt és festészettel is foglalkozott. Van Doesburg 1921-ben előadói körutat tett Nyugat-Európában, Párizsban kiadták Classique, Baroque, Moderne (Klasszikus, Barokk, Modern) c. tanulmányát. Geometrikus absztrakcióval kapcsolatos nézetei nagy vihart kavartak, különösen Weimarban, a Bauhausban, ahol terjesztette Grundbegriffe der neuen gestaltenden Kunst (Az új alkotóművészet alapfogalmai) c. munkáját.
1924-ig Weimarban maradt, tanított az ottani Bauhaus Képzőművészeti Főiskolán. Nézetei közben az absztrakt festészet területén elváltak Mondrián festészetétől, aki továbbra is kitartott a csak függőleges és vízszintes vonalakból összeállított kompozíciók mellett. Van Doesburg kompozícióinak létrehozásába bevonta az átlós elemeket is, s ezt elementarizmusnak nevezte. Modrian erre nemet mondott, teljesen eltávolodtak.
Eltávolodásuk előjelei már mutatkoztak 1923-ban a Párizsban a Galerie de l'Effort Moderne-ben rendezett De Stijl csoport kiállításon is, Van Doeusburg gyorsan haladt az új irányzatok megismerésében és gyakorlatában, gyakran ellentmondott tegnapi önmagának is. Előfordult, hogy akit egyik nap dicsért, másik nap már kritizálta. Kiváló éleslátását, művészeti intuicióit mindez nem befolyásolta negatívan, sőt a másokkal (és az önmagával is való) vitatkozás jeles művészettörténésszé is avatta őt.
A De Stijl folyóirat megszűntét jelentette van Doesburg és Modrian barátságának vége. A Stijl folyóiratból 1924 után már csak két összevont szám jelent meg (1927-ig), majd még egyetlen szám, amelyet van Doesburg halála után özvegye adott ki 1931-ben.
1924-től Franciaországban élt, számos alkotó munkája közepette Hans Arppal és Sophie Taeuber-Arppal együttműködve elkészítette a strasbourgi L’Aubett palota egyik szárnyában a tánclokál és vendéglő enteriőrjét. Sajnos e munkájuk elpusztult, de annak rekonstrukcióját be tudjuk mutatni a galériában.
Még 1930-ban indított van Doesburg egy folyóiratot Art concret (A konkrét művészete) címmel, de az mindössze egyetlen számot ért meg. 1931-ben Davosba utazott gyógyulás céljából, de ott március 7-én szívroham következtében meghalt.

## Jelentősége

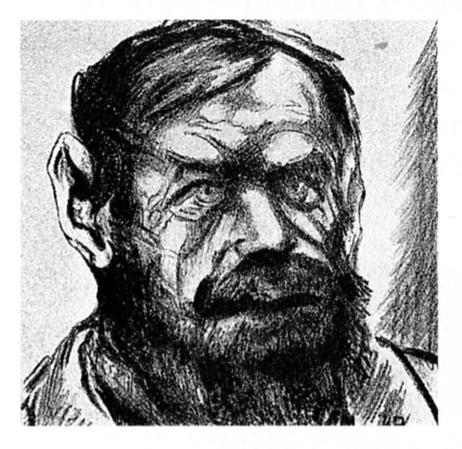
Frederik van Eeden karakteres arcképe (litográfia, 1910)

Életművét tanulmányozva meghökkentő, hogy az irodalom és a képzőművészet valamennyi területén és az iparművészetben folyamatosan lépést tartott a legmodernebb irányzatokkal, futurizmus, kubizmus, szuprematizmus, konstruktivizmus, dadaizmus, s mind elméletben, mind gyakorlatban követte azokat. Művelte, erősítette, segítette a legmodernebb geometrikus absztrakciót. Legjelesebb a festőművészet területén, de igen figyelemreméltóak épületdíszítései, szobrai és iparművészeti alkotásai is. Művészetelméleti írásaiba belépve, mintha egy kohóban lennénk, láttatja velünk a modern művészetek születését. Művészetkritikusnak is kiváló volt, nem véletlen, hogy éppen ő fedezte fel Mondrian tehetségét. Képzőművészeti alkotásai jóval többek, mint pusztán elméleti írásainak illusztrációi. Színes ablaküvegekből rengeteget készített, ezek is bőséggel tárják fel a festő szín-, formaérzékenységét és vonalainak ritmusát, a ritmikus aritmetikát.

## Művei (válogatás)

### Kubista stílusú festményei

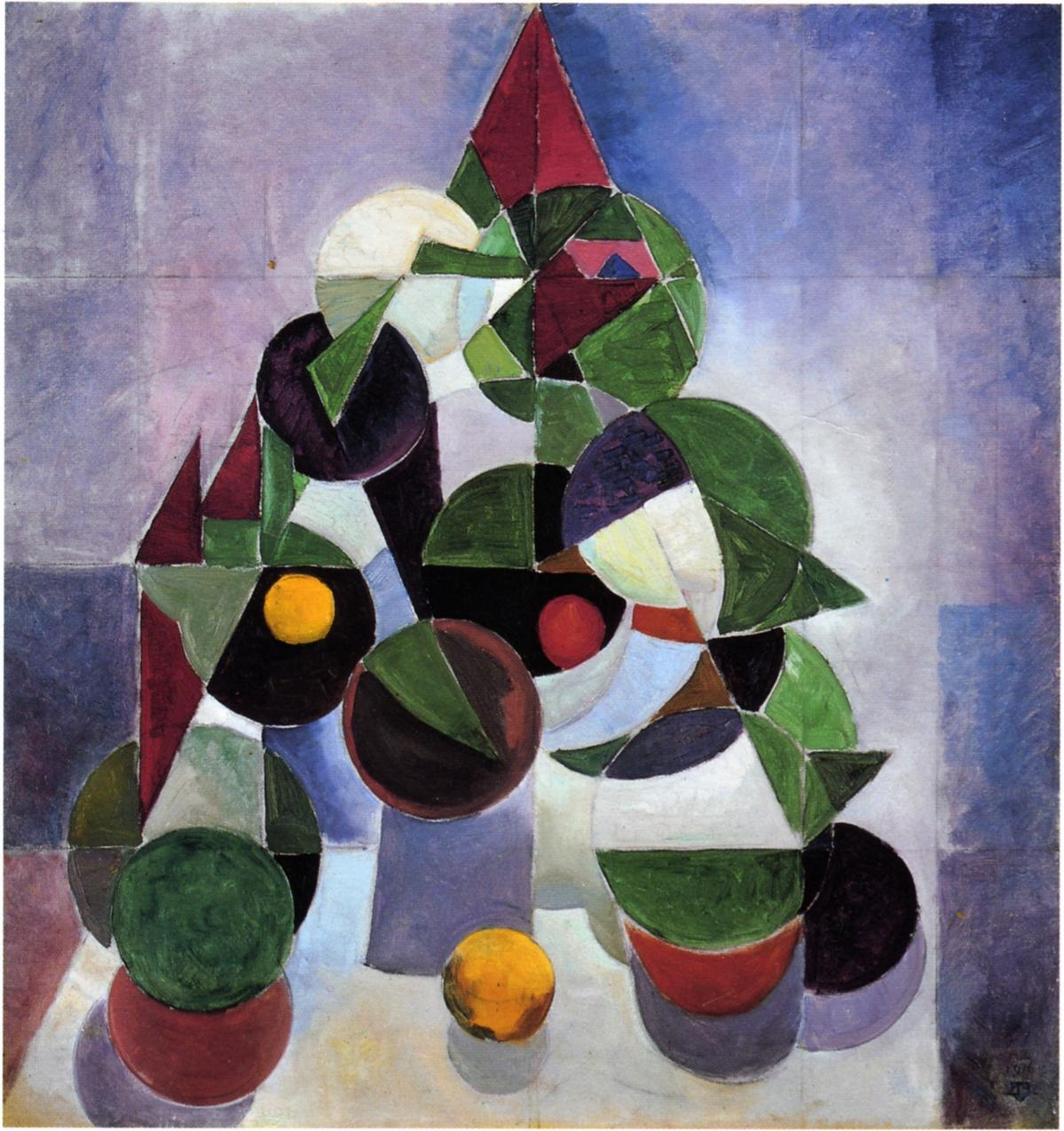
Kompozíció I. (1916)
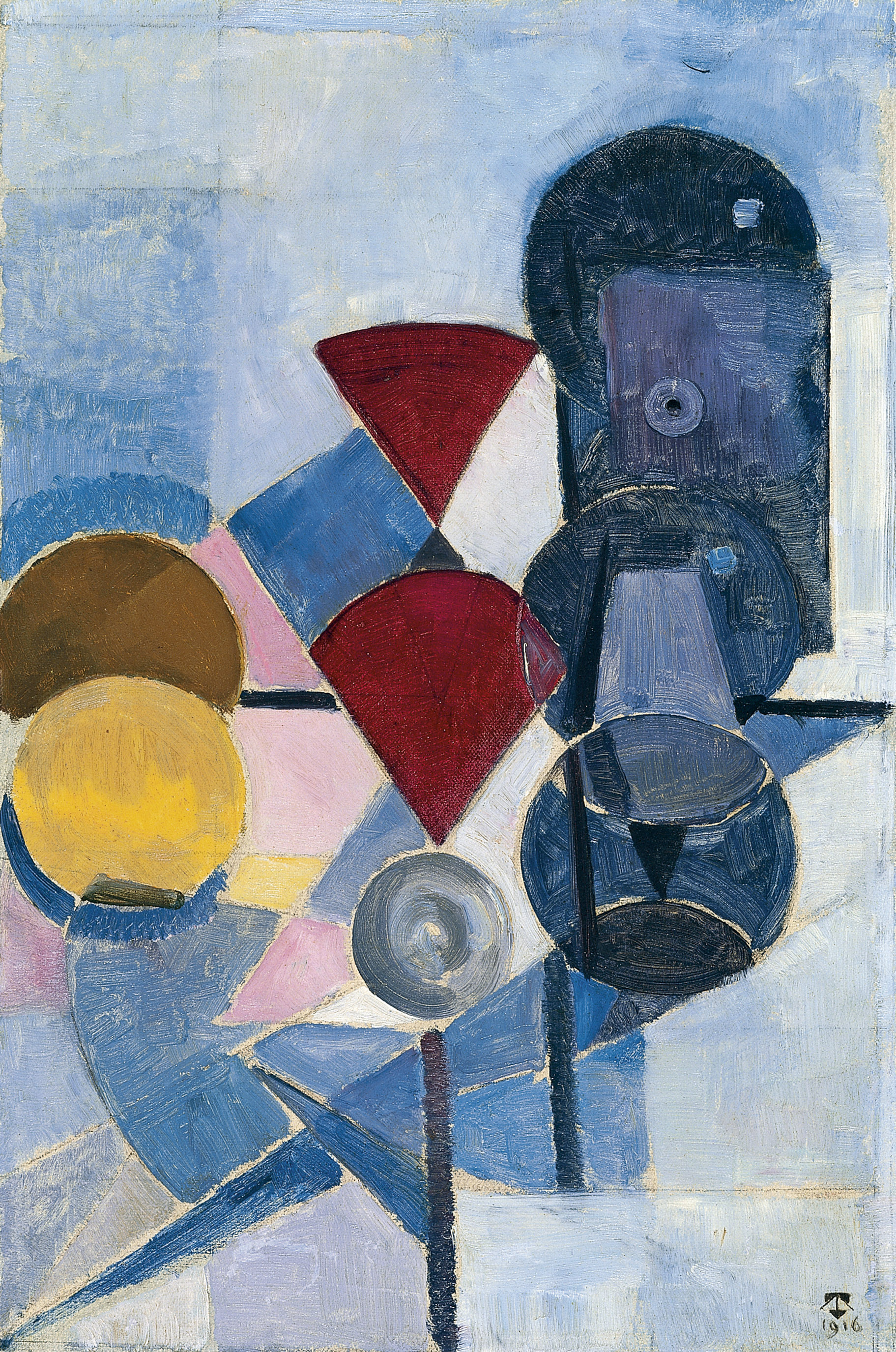
Kompozíció II. (1916)
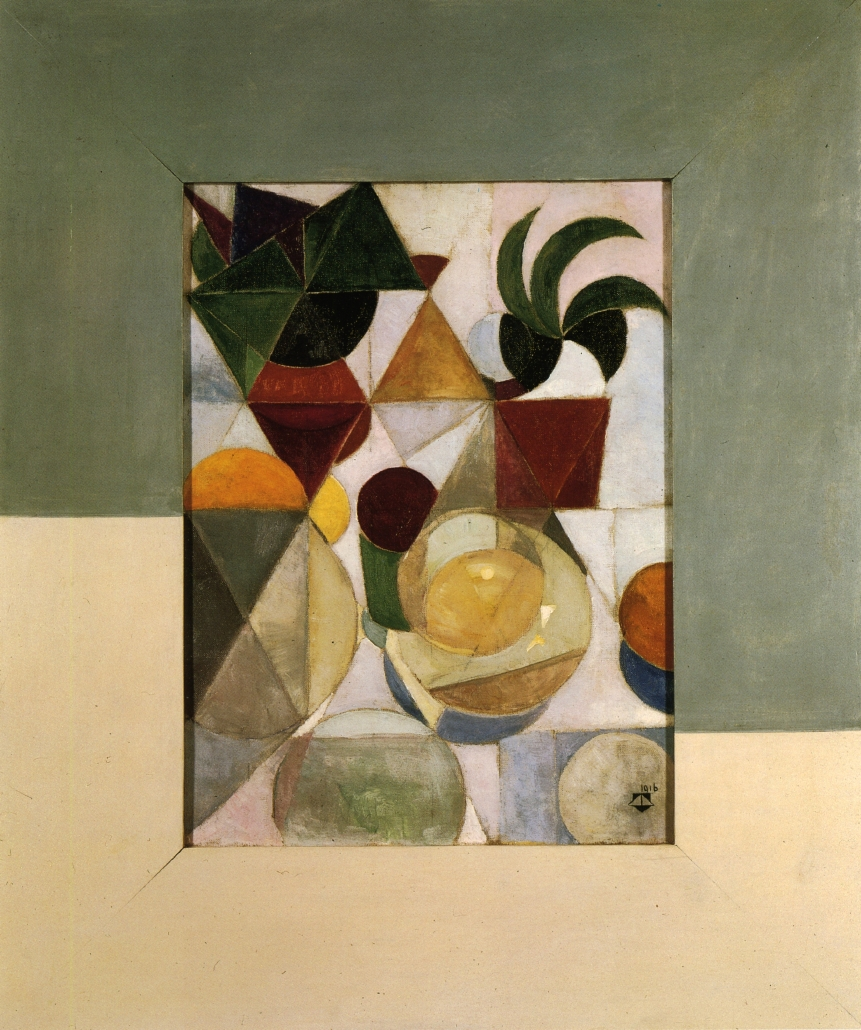
Kompozíció III. (1916)
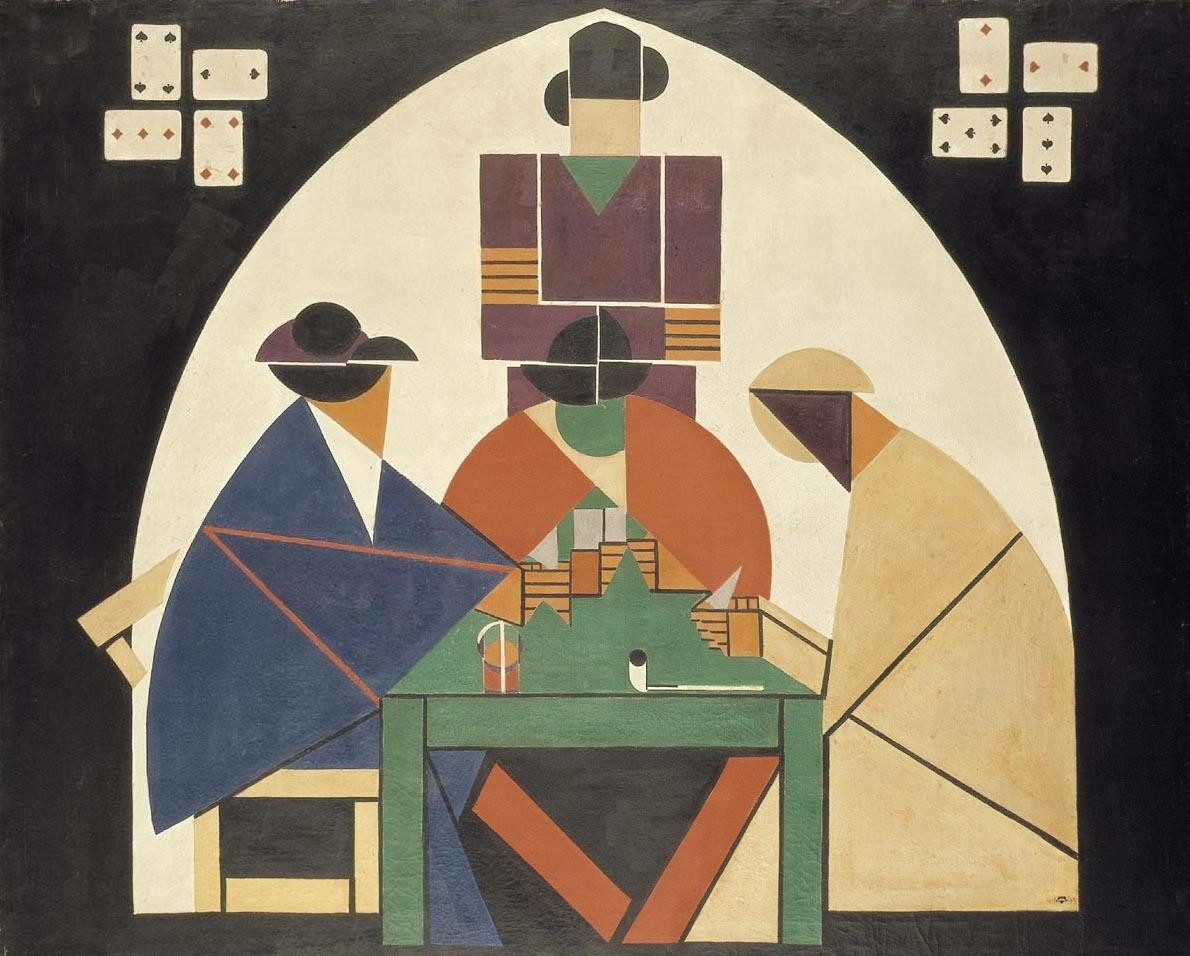
Kártyajátékosok (1916-17)

### Geometrikus absztrakciók[5]

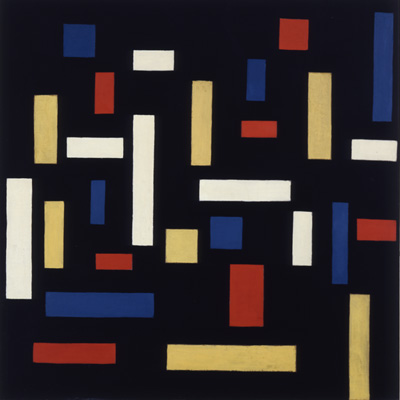
Kompozíció VII. (1918)
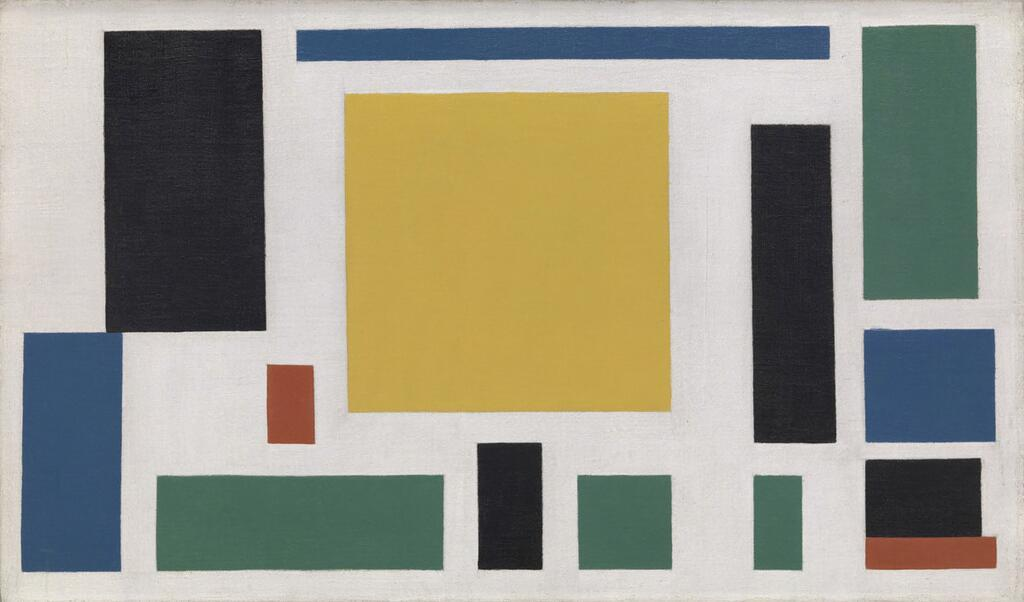
A tehén (1918)

### Szobrászati alkotásai

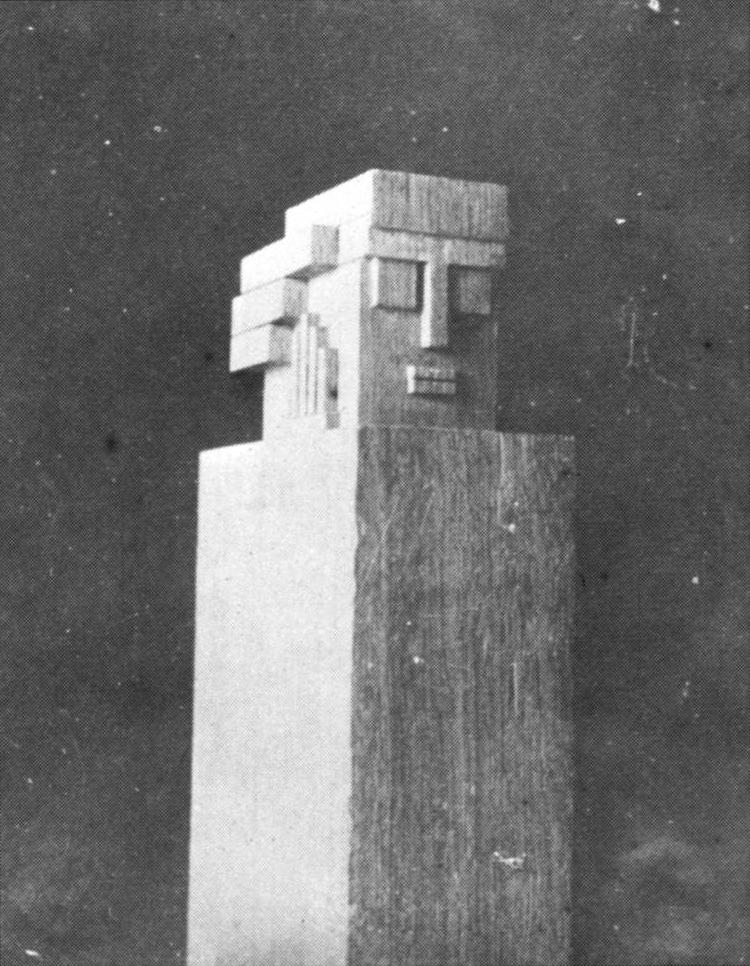
Kubista figura (1917)
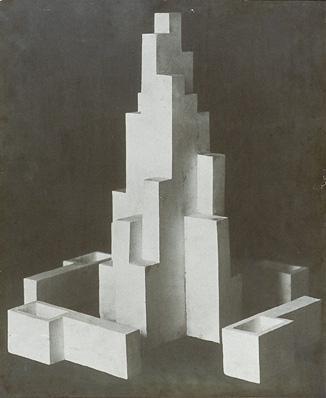
Emlékmű (1917)
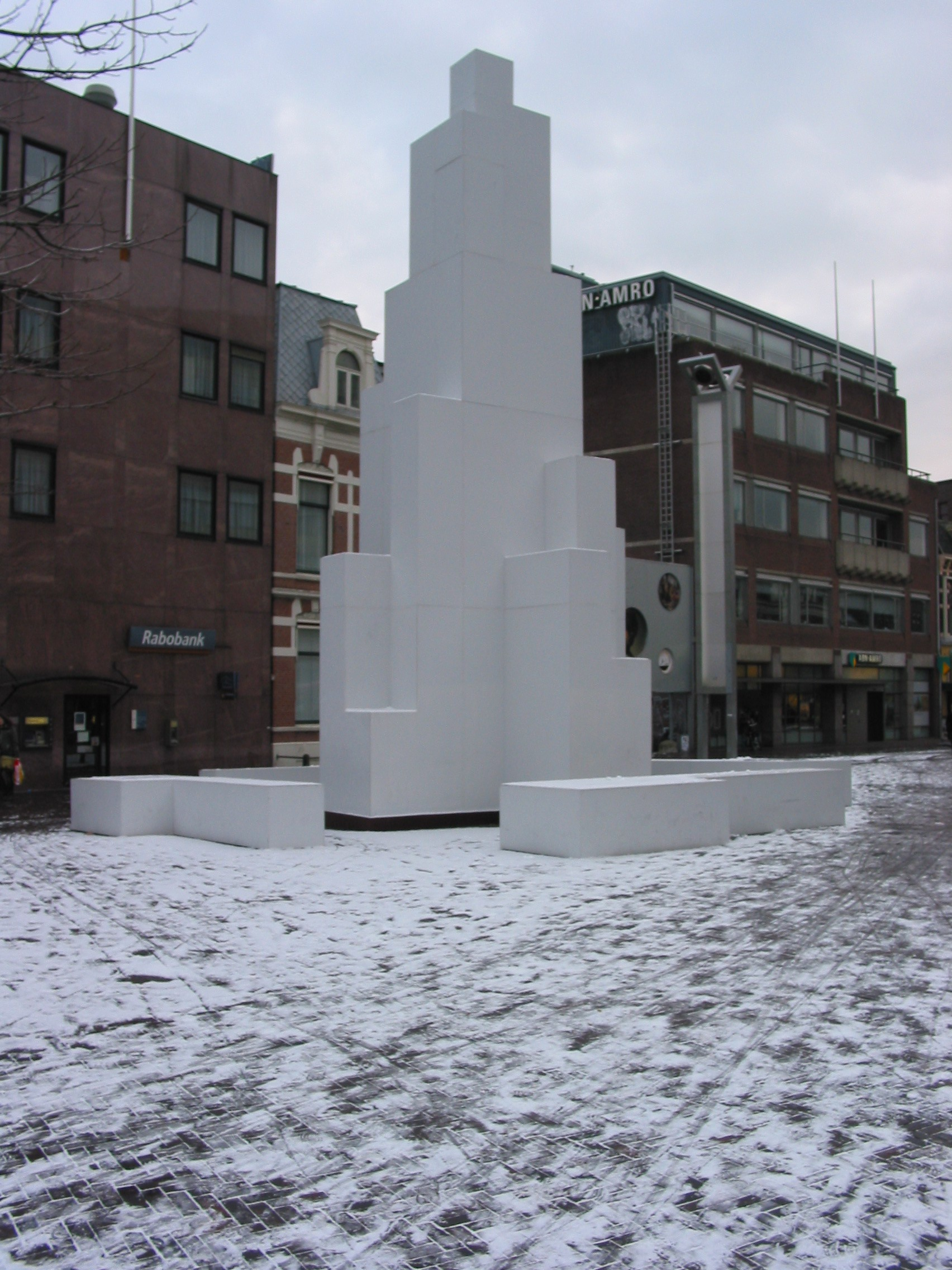
Emlékmű nagyban, Leidenben, fotó 2010-ből
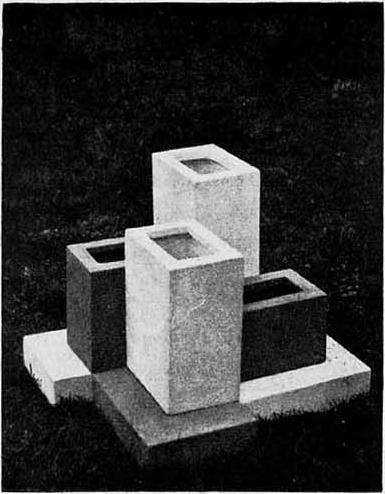
Vázák (1919)

### Épületdíszítés kívül-belül

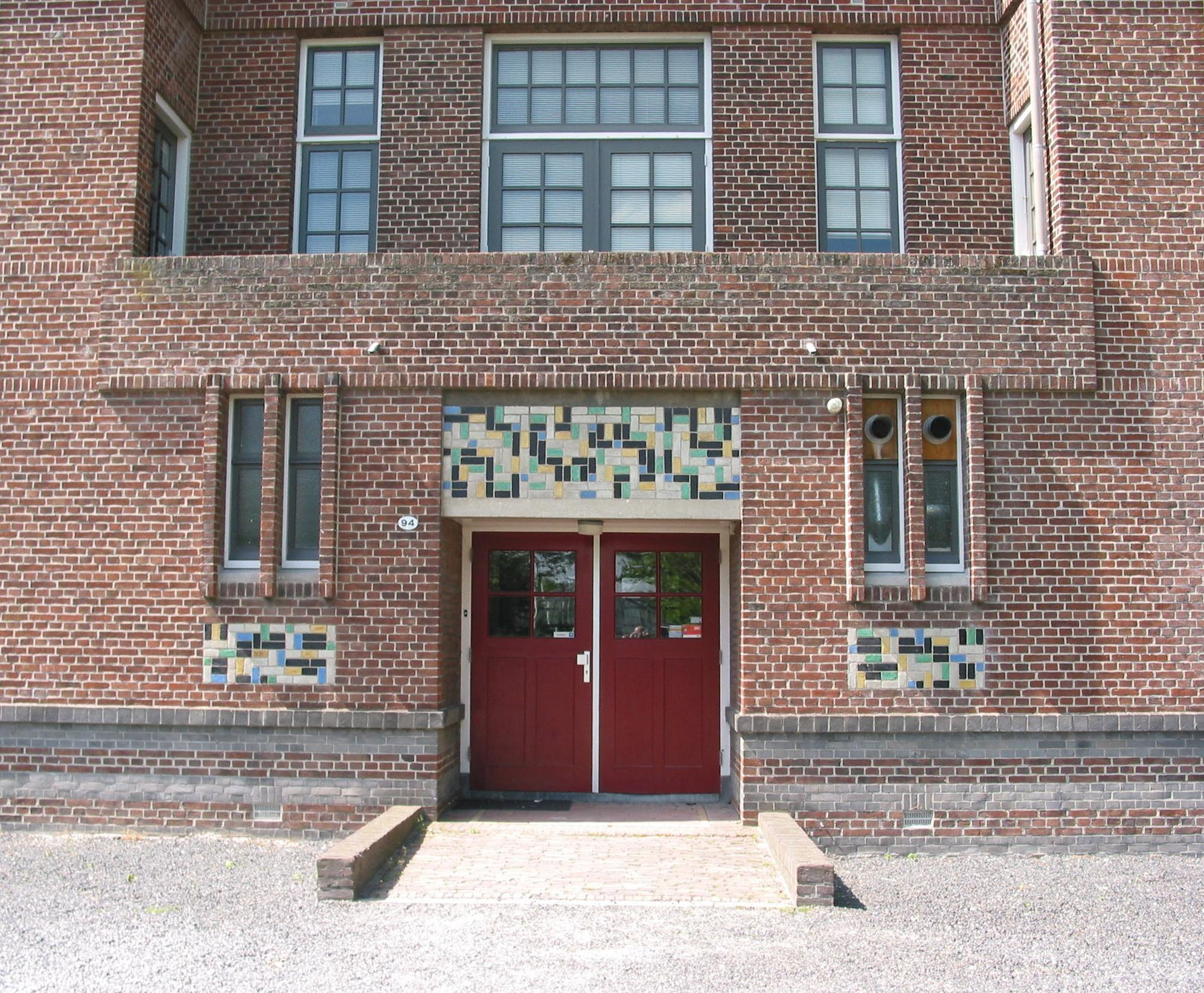
A villa díszítése Van Doesburg munkája (1917-18)
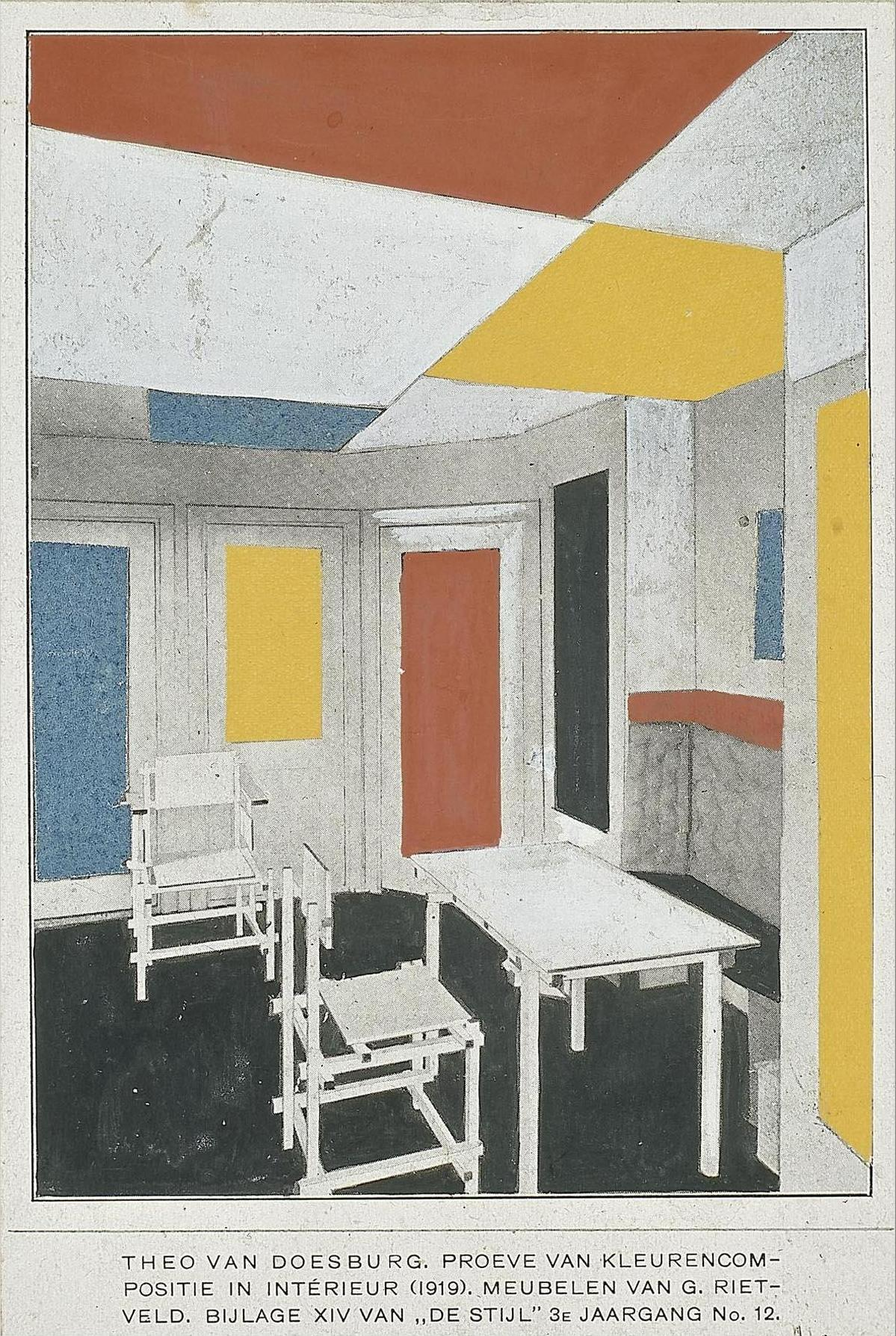
Van Doesburg és Rietveld enteriőrje (1919)
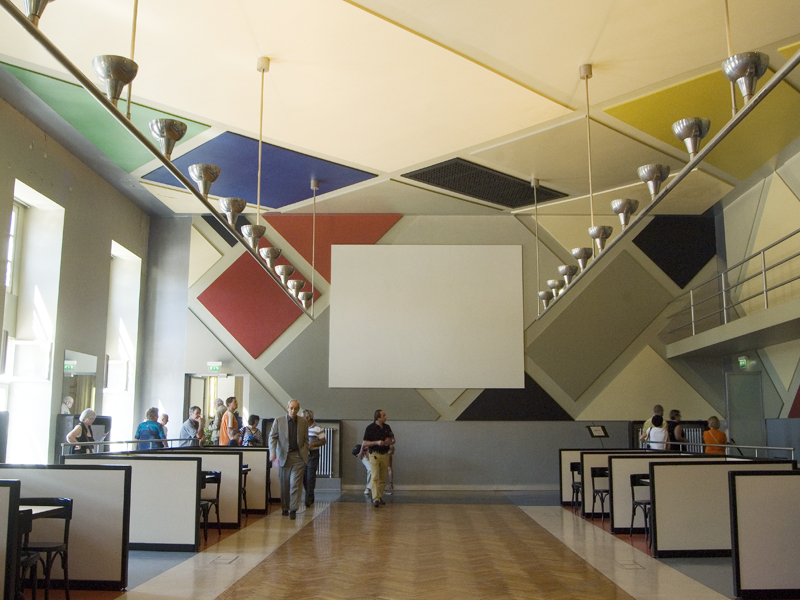
A strasbourgi L'Aubett vendéglő rekonstruált változata
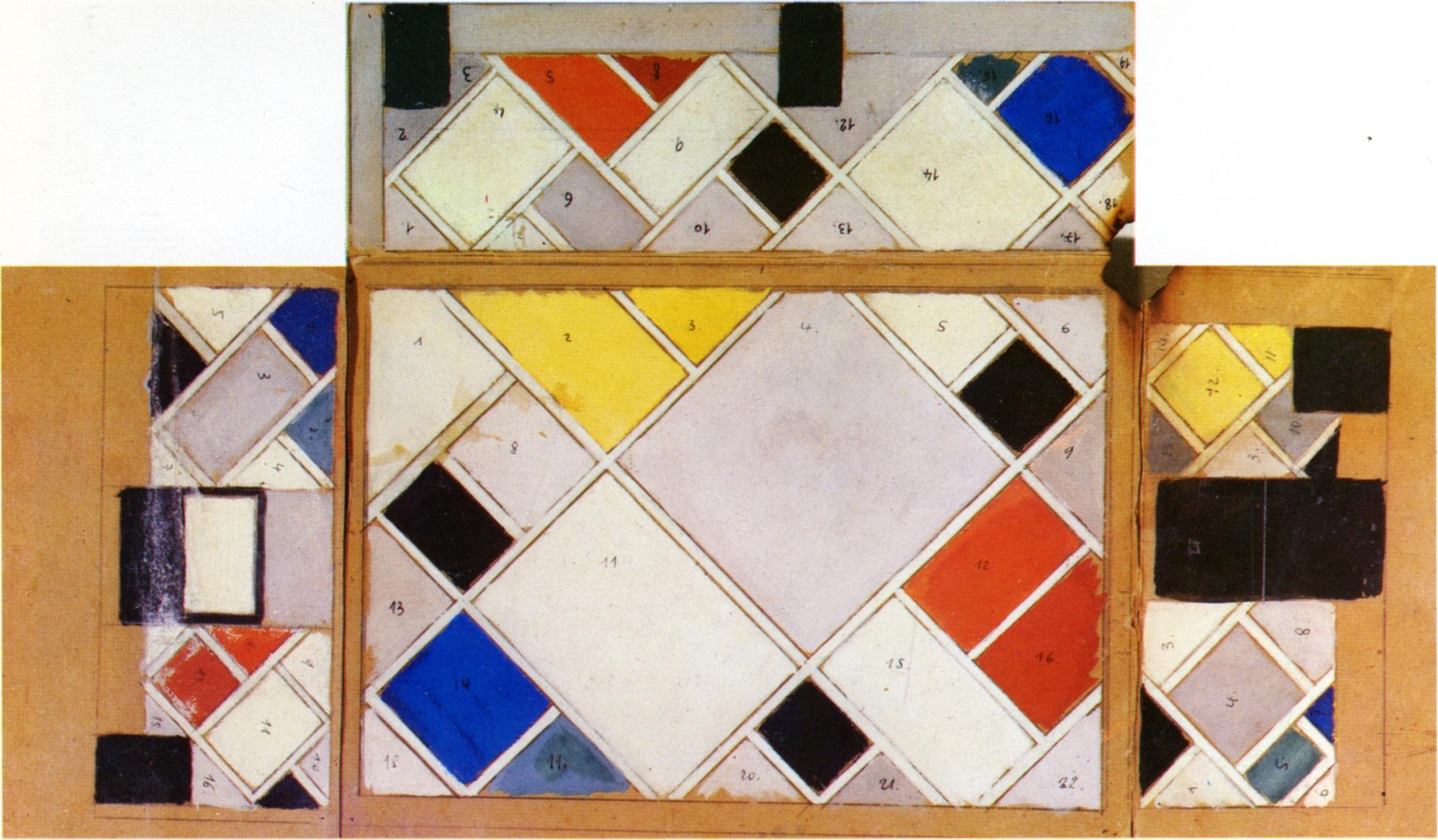
A strasburgi vendéglő falainak festése a rekonstrukció előtt

## Főbb műveiből

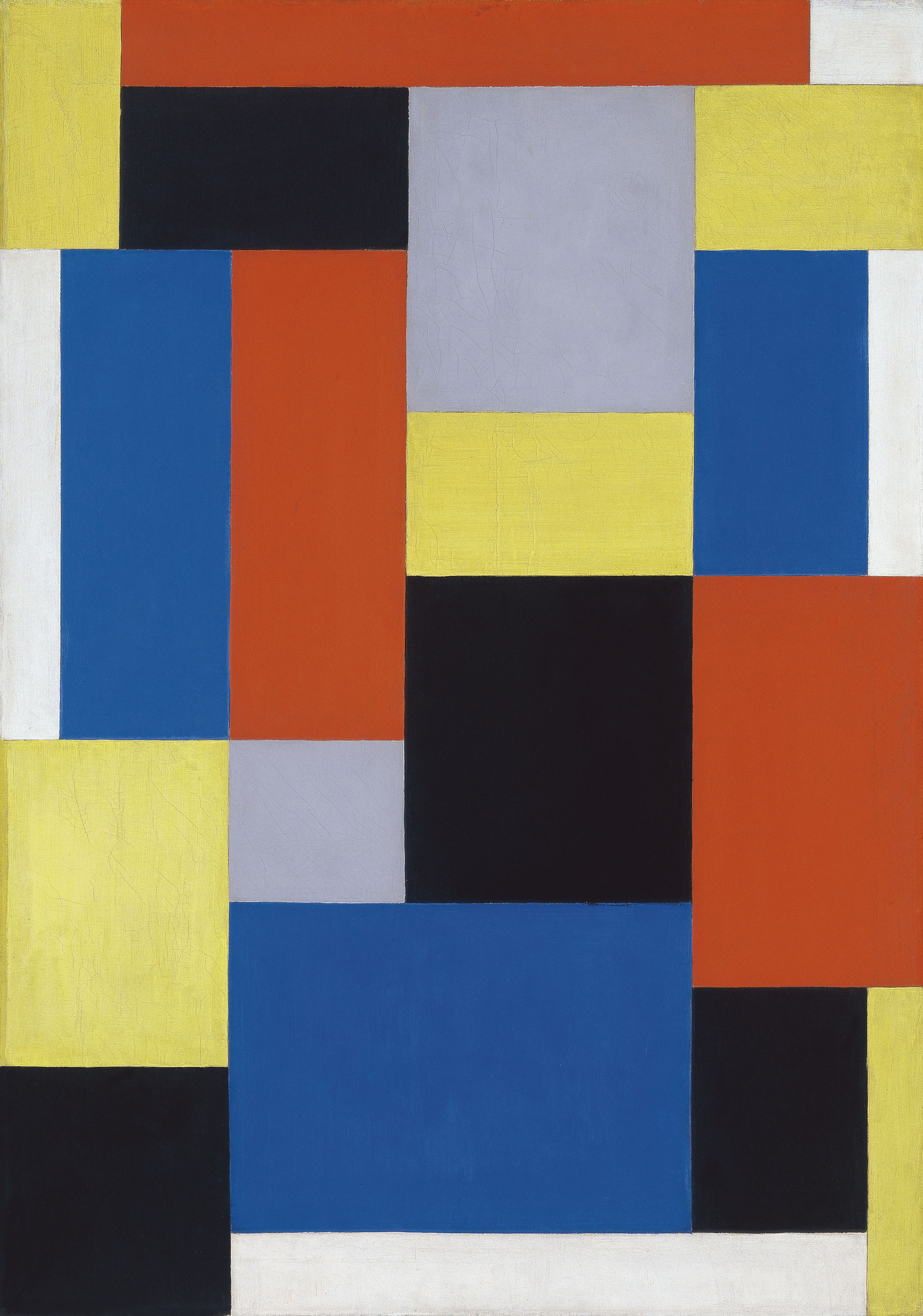
Kompozíció XX. (1920)

- Kompozíció: A tehén (1916-1917) (New York, Museum of Modern Art)
- Kompozíció feketében és fehérben (1918)
- Ellenkompozíció disszonanciákból XVI. (1925) (Hága, Gemeentemuseum)
- L'Aubette étterem belső dekorációja[6] (1926-28), Strasbourg; társszerzők: Jean Arp és felesége